# پوچیتسه
پوچیتسه (به لهستانی:  Pucice) یک منطقهٔ مسکونی در لهستان است که در گمینا گولنگوو واقع شده‌است. پوچیتسه ۴۹۰ نفر جمعیت دارد.